# Comuna Moisei, Maramureș
Moisei (în maghiară: Majszin, în germană: Mosesdorf) este o comună în județul Maramureș, Transilvania, România, formată numai din satul de reședință cu același nume.

## Demografie
Componența etnică a comunei Moisei
     Români (94,56%)
     Alte etnii (0,12%)
     Necunoscută (5,32%)
Componența confesională a comunei Moisei
     Ortodocși (88,22%)
     Adventiști (4,4%)
     Penticostali (1,38%)
     Alte religii (0,34%)
     Necunoscută (5,66%)
Conform recensământului efectuat în 2021, populația comunei Moisei se ridică la 9.317 locuitori, în creștere față de recensământul anterior din 2011, când fuseseră înregistrați 9.264 de locuitori. Majoritatea locuitorilor sunt români (94,56%), iar pentru 5,32% nu se cunoaște apartenența etnică. Din punct de vedere confesional, majoritatea locuitorilor sunt ortodocși (88,22%), cu minorități de adventiști (4,4%) și penticostali (1,38%), iar pentru 5,66% nu se cunoaște apartenența confesională.
Moisei este localitatea în care a avut loc Masacrul de la Moisei, pe 14 octombrie 1944, atunci când armata maghiară a omorât 39 de români și 3 evrei.

## Politică și administrație
Comuna Moisei este administrată de un primar și un consiliu local compus din 15 consilieri. Primarul, Grigore Tomoiagă[*], de la Partidul Social Democrat, este în funcție din octombrie 2020. Începând cu alegerile locale din 2024, consiliul local are următoarea componență pe partide politice:
|  | Partid                          | Consilieri | Componența Consiliului | Componența Consiliului | Componența Consiliului | Componența Consiliului | Componența Consiliului | Componența Consiliului | Componența Consiliului |
|  | ------------------------------- | ---------- | ---------------------- | ---------------------- | ---------------------- | ---------------------- | ---------------------- | ---------------------- | ---------------------- |
|  | Partidul Social Democrat        | 7          |                        |                        |                        |                        |                        |                        |                        |
|  | Partidul Național Liberal       | 6          |                        |                        |                        |                        |                        |                        |                        |
|  | Alianța pentru Unirea Românilor | 1          |                        |                        |                        |                        |                        |                        |                        |
|  | Partidul Verde                  | 1          |                        |                        |                        |                        |                        |                        |                        |

## Obiective de interes turistic
- Mănăstirea Moisei
- Biserica de lemn din Mănăstirea Moisei
- Biserica de lemn din Moisei Susani, dispărută
- Biserica de lemn din Moisei Josani, parțial păstrată în Ruscova-Oblaz

## Imagini

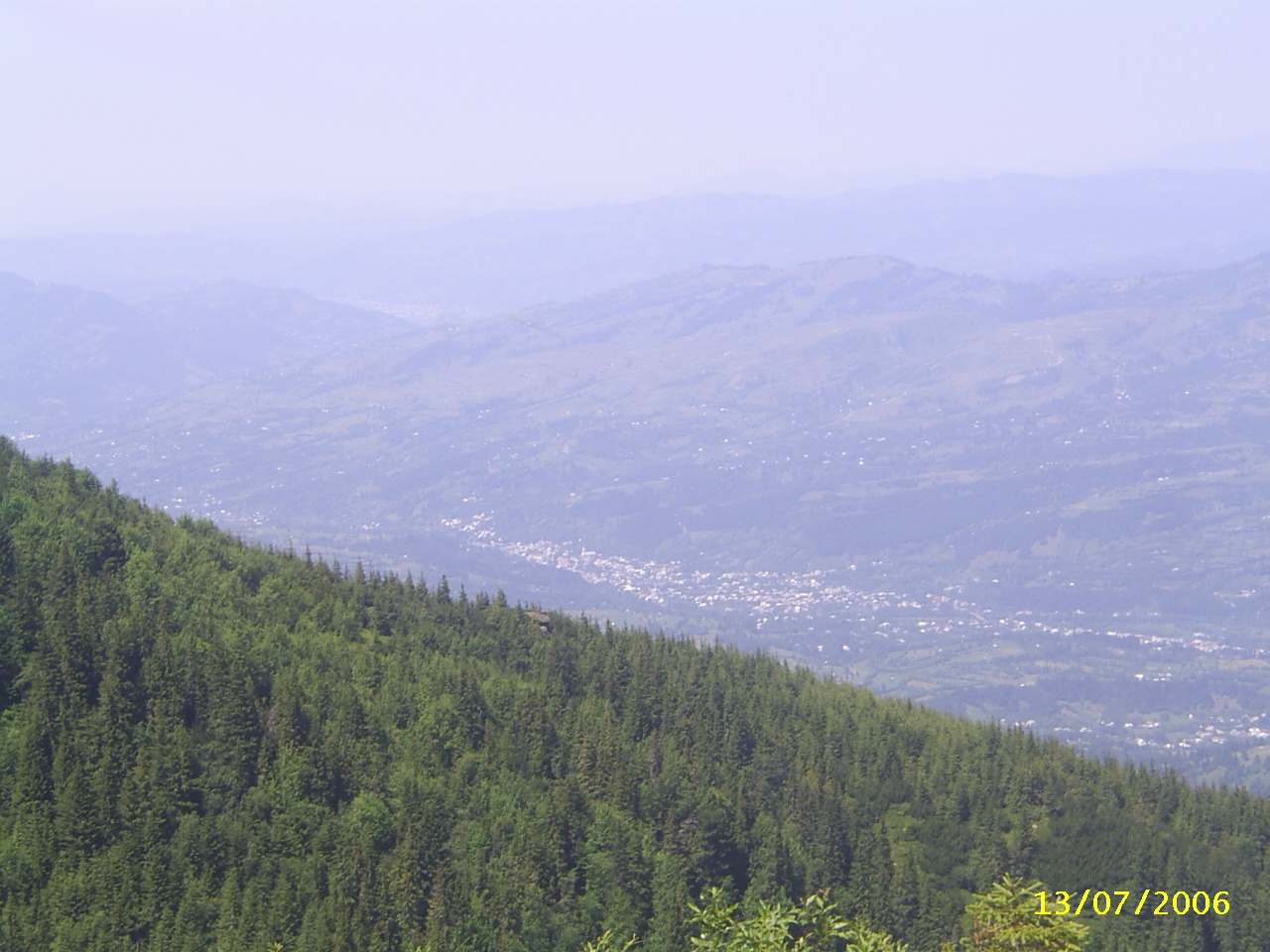
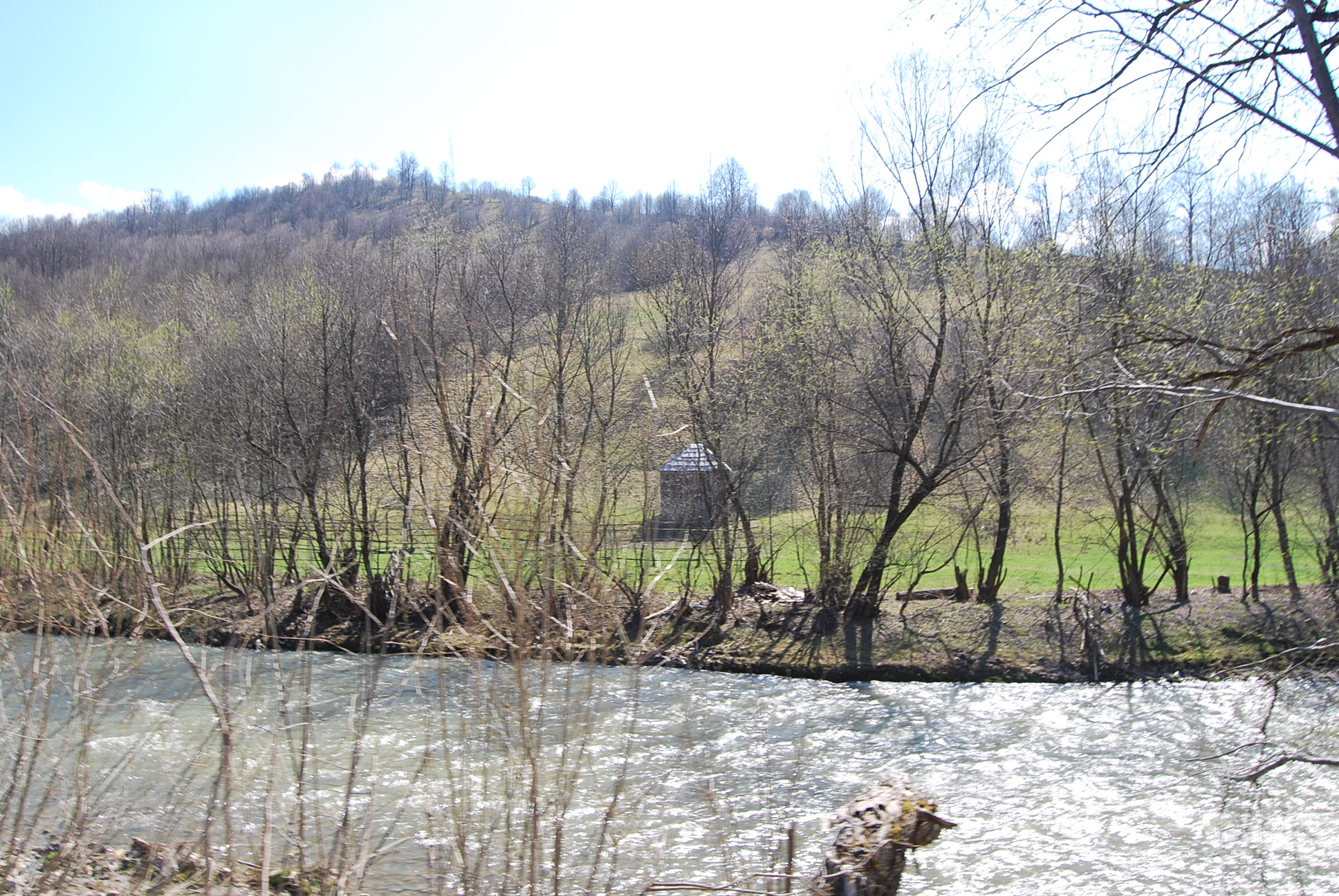
Râul Vișeu
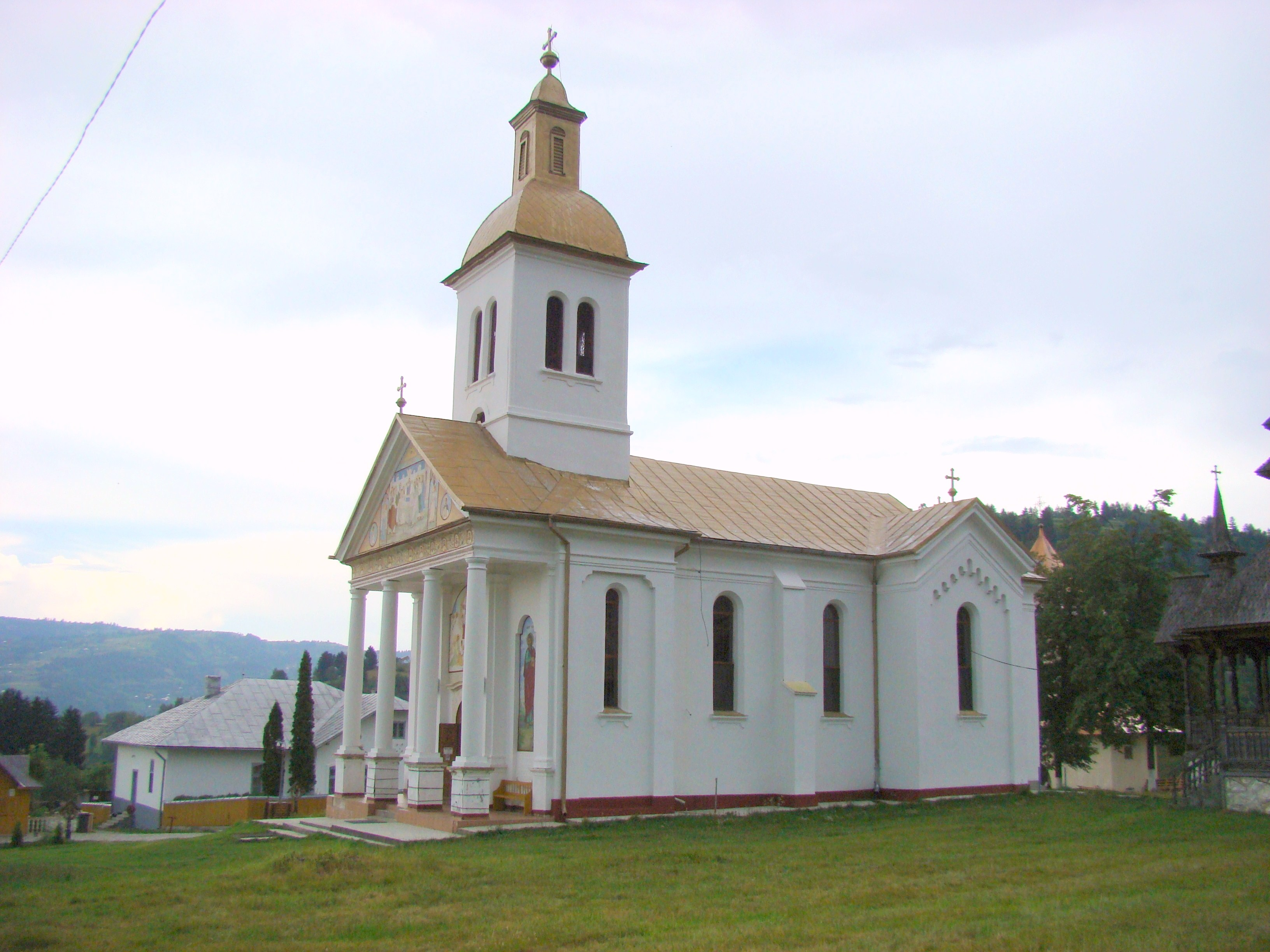
Biserica mănăstirii Moisei
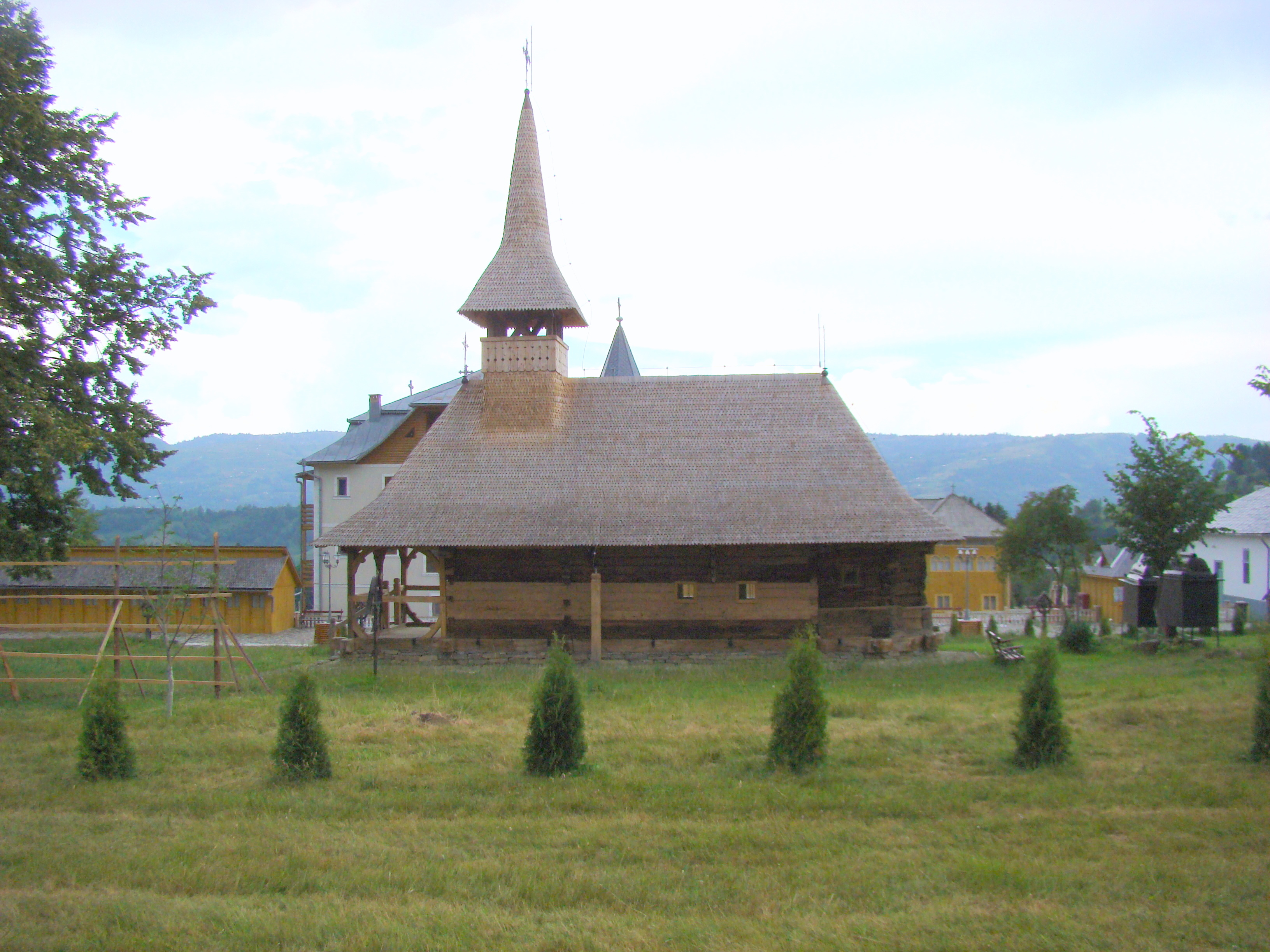
Biserica de lemn
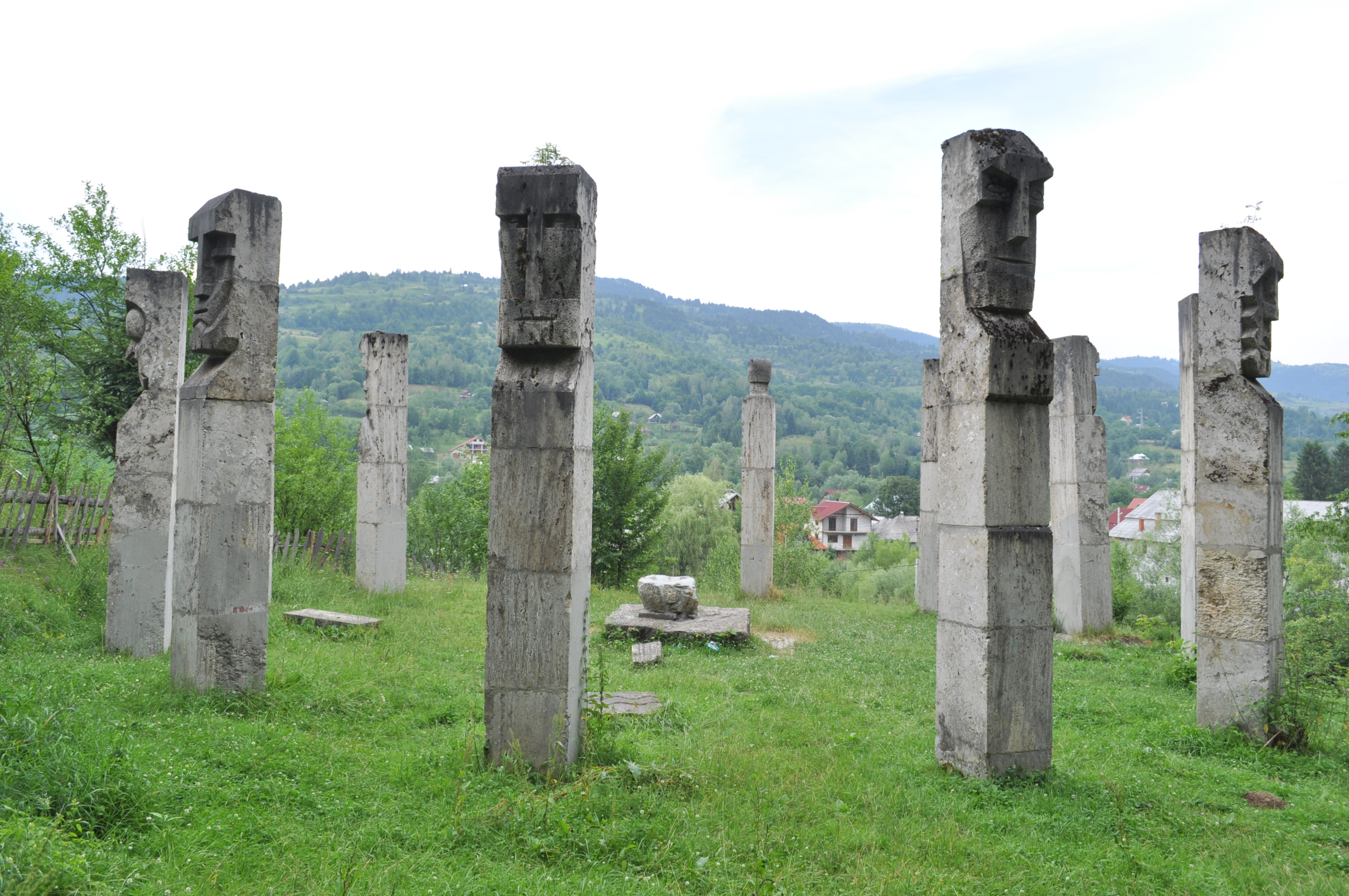
Monumentul martirilor români de la Moisei